# 張敬源
張敬源（羅馬拼音：Tjiong Kie Nyan，1945年—），後改名敏塔賈，印尼前男子羽球運動員。
1970年，張敬源代表印尼隊贏得湯姆斯盃冠軍。在對決馬來西亞的決賽中，他與謝健新搭檔雙打，先以7:15、15:13、10:15輸給伍文美/潘奇·古納蘭組合，隨後再以10:15、18:16、15:10贏了陳奕芳/吳達偉組合。在1967年的新加坡羽球公開賽男子雙打項目中，他們兩人先在半決賽中經由三局大戰擊敗日本的小島一平/秋山真男組合，然後在決賽中以3:15、8:15敗給陳貽權/伍文美組合而獲得亞軍。